# 本杰明·怀尔德曼-托布里
本杰明·马绍尔·怀尔德曼-托布里（英語：Benjamin Marshall Wildman-Tobriner，1984年9月21日—），生于加州旧金山，美国男子游泳运动员。
2007年11月，怀尔德曼-托布里左严重肌腱受伤，经过手术和调整后于2008年5月复出，在圣克拉拉的游泳比赛中取得第4名。
2008年7月3日，怀尔德曼-托布里获得了奥运接力队的资格，在2008年北京奥运会4×100米自由泳接力预赛中出场，将4×100米自由泳接力世界纪录提高到了3:12.23，他在第三棒游出了48.03。在随后的决赛中，并没有派他出场的美国队，依然以破世界纪录的成绩赢得了4×100米自由泳接力金牌，怀尔德曼-托布里也分享到了这枚金牌。